# Biga de fusta al carrer Cardona
La Biga de fusta al carrer Cardona és un element arquitectònic del municipi de Berga protegit com a bé cultural d'interès local.

## Descripció
Llinda de fusta d'una porta d'entrada de la casa del carrer Cardona núm. 5. Pertany a una casa força antiga, molt malmesa i que presenta un dels detalls més característics de tot el carrer. La llinda té com a motiu central l'àliga coronada, personatge destacat a la patum de la ciutat. La figura de l'animal està de perfil, flanquejada per la data de 1689. Tot el dibuix està fet en un baix relleu molt suau. Actualment la biga s'ha esquerdat una mica, degut al pas del temps.

## Història
La casa, construïda al s. XVII, té la data de 1689 a la llinda. Al s. XVII el motiu de l'àliga i de la patum era quelcom de molt arrelat i vigent a la ciutat; podria ésser un motiu comú per a la decoració dels carrers de Berga. Aquest és un símbol que parla de l'alliberament de l'antiga vila que el 1393 passà del domini de Joana d'Aragó, comtessa de Foix, al domini reial de Joan I de Catalunya i Aragó.